# Sachbuch
Unter einem Sachbuch versteht man in der Regel ein wissensorientiertes Buch, das sich an Menschen richtet, die sich über ein spezielles Thema informieren möchten, ohne Fachleute auf diesem Gebiet zu sein („interessierte Laien“). Der Sachbuch-Begriff gilt jedoch als ungenau definiert und mit teils „divergierenden Bedeutungen“ versehen. (siehe Abgrenzung)
Sachbücher können sich auf wissenschaftliche Erkenntnisse beziehen, geben dabei aber nicht notwendigerweise den Stand der Wissenschaft wieder. Im Gegensatz zu wissenschaftlichen Publikationen oder Lehrbüchern unterliegen Sachbücher in der Regel keiner inhaltlichen Kontrolle hinsichtlich wissenschaftlicher Korrektheit oder Aktualität. Einige Sachbücher (z. B. aus dem Bereich der Esoterik) können auch pseudo- oder antiwissenschaftliche Elemente enthalten.
Mit dem Sachbuch verwandt ist das Fachbuch, das ebenfalls wissensorientiert ist, sich aber an Fachleute mit Vorkenntnissen richtet und höhere Standards hinsichtlich wissenschaftlicher Korrektheit hat.

## Differenzierung
Sachbücher und Fachbücher einschließlich der Lehrbücher unterscheiden sich grundsätzlich in ihrer Zielgruppe und in ihren inhaltlichen Anforderungen (z. B. hinsichtlich wissenschaftlicher Korrektheit). Eine weitere Gattung sind Ratgeber, die sich vor allem an Rat- und Hilfesuchende wenden und nutzensorientiert sind bezüglich der Orientierung und der Themen.
Nachschlagewerke, Enzyklopädien, Schulbücher, Musikbücher oder Reiseliteratur, auch Almanache zählen in der Regel zu den Sachbüchern.
Buchhandlungen, Bibliotheken und Verlage teilen ihre Sachbücher ganz unterschiedlich in Abteilungen und Schwerpunkte ein; es gibt keine einheitliche Systematik der Warengruppen. So passt ein Buch über die Digitalfotografie in das Regal Kunst/Fotografie ebenso wie in die Abteilung Computer/Bildbearbeitung.
Hier eine Auflistung der wichtigsten Sachbuchgattungen:
- Arbeit, Beruf, Wirtschaft
- Biografie
- Computer, Informatik, Internet
- Essen und Trinken (Kochbuch)
- Esoterik[1]
- Freizeit und Hobby
- Geschichte
- Gesundheit, Medizin, Lebenshilfe, Ratgeber
- Kunst, Fotografie, Grafik, Musik, Film
- Nachschlagewerke wie Lexika oder Wörterbücher
- Natur, Garten, Tiere, Jagd, Wald
- Naturwissenschaft
- Pädagogik / Erziehung
- Philosophie
- Politik
- Psychologie
- Reisebücher, Atlanten
- Religion[1]
- Soziales, Armut, Reichtum
- Technik, Architektur, Handwerk
- Verkehr und Verkehrsmittel

Das auflagenstärkste deutsche Sachbuch war (und ist) Götter, Gräber und Gelehrte von C. W. Ceram, das, obgleich es sich „Roman der Archäologie“ nannte, das Sachbuch als literarisches Genre populär machte. Als auflagenstärkstes Sachbuch aller Zeiten gilt in den USA die Autobiografie von Lee Iacocca: Iacocca – eine amerikanische Karriere. Weiters ist das Guinness-Buch der Rekorde das weltweit am häufigsten verkaufte urheberrechtlich geschützte Buch.

## Abgrenzung
Die germanistische Definition ist umstritten. So grenzt die Poetologie des Sachbuchs die Ratgeberliteratur gerne aus und nimmt nur das sogenannte erzählende Sachbuch in die Kategorie auf (siehe Weblink). Es wird an verschiedener Stelle auf Sergej Tretjakow und seine Begriffsprägung der „Biographie des Dings“ hingewiesen. Für den Bereich der Bibliotheken gilt: Sachbücher sind „… Titel, die weder Kinderbücher noch Comics sind, bei denen also der informierende, analysierende oder reflektierende Charakter, nicht der erzählende oder sprachschöpferische Charakter im Vordergrund steht. […] Sachbücher im weiteren Sinn beziehen sich auf eine außerhalb des Werks vorausgesetzte Wirklichkeit, die freilich rein gedanklicher Natur sein kann.“ Im Buchhandel gilt eine engere Definition, die Ratgeber, Schule und Lernen (Lehrbücher), Wissenschaft und Reise nicht miteinschließt (s. u.).
Eine andere Möglichkeit zur Unterscheidung zwischen Belletristik/(fiction) und Sachliteratur (non-fiction) ist die Frage nach der Richtigkeit der dargebotenen Informationen. Diese stellt sich für Belletristik nicht.
Belletristik (fiction):
- Grundfrage: „gut oder schlecht?“

Sachliteratur (non-fiction):
- Grundfragen: „gut oder schlecht?“ + „richtig oder falsch?“[5]

Es wird allgemein zwischen Sachbuch und Fachbuch unterschieden, wobei die Abgrenzung nicht immer klar erfolgen kann. Beispielsweise kann ein Buch, das psychologische Themen abhandelt und sich an Ingenieure und Wirtschaftsleute wendet, sowohl als Sachbuch betrachtet werden, da die Zielgruppe keine Psychologen sind, jedoch auch als Fachbuch, da dennoch Kernthemen der Zielgruppe, wie Arbeitssicherheit behandelt werden. Die Einordnung hängt unter anderem davon ab, welche Kompetenzen der Autor seinen Lesern zubilligt.

## Handel
Rund jedes dritte verkaufte Buch kann als Ratgeber bezeichnet werden. Ein wesentlicher Teil wird heute über amazon.com und andere Internet-Anbieter verkauft. Doch noch immer macht der stationäre Buchhandel den größten Umsatz mit Ratgebern bzw. Sachbüchern, wenn auch tendenziell leicht rückläufig. In den letzten Jahren wird dafür zunehmend in den sogenannten „Nebenmärkten“ –  also in Geschäften, die nicht zur Buchbranche gehören, wie z. B. Baumärkten, Apotheken, Reformhäusern – ein wachsender Anteil von thematisch zum jeweiligen Warenangebot passenden Sachbüchern verkauft.
Der Anteil der Sachbücher am Gesamtumsatz verkaufter Bücher ist sehr stark von der Art des Einbandes abhängig. Im Bereich der Hardcover-Bücher (fest „gebundene“ Bücher) liegt der Anteil der Sachbücher bei 84 Prozent, hingegen bei den Softcover-Büchern (Taschenbücher oder auch Paperback genannt) nur bei 14 Prozent. Hier führt die Belletristik mit 54 Prozent.
Anteil am Umsatz aller verkauften Bücher in Deutschland 2016: ca 86.000 Titel (davon 72.820 Erstauflagen)
- 31,5 % Belletristik
- 16,5 % Kinder- und Jugendbücher
- 52,0 % Sachbücher:
  - 14,5 % Ratgeber
  - 9,8 % Sachbuch i. e. S. (Definition gemäß Buchhandel)
  - 10,9 % Schule und Lernen
  - 5,7 % Reise
  - 11,1 % Wissenschaft:
    - 4,8 % Geisteswissenschaften, Kunst, Musik
    - 3,8 % Naturwissenschaften, Medizin, Informatik, Technik
    - 2,5 % Sozialwissenschaften, Recht, Wirtschaft